# Giovanni Pasolini
Giovanni Pasolini (Pompiano, 25 luglio 1927) è un ex calciatore italiano, di ruolo difensore.

## Carriera
Debutta in Serie C con il Monza nel 1948, e dopo tre campionati di terza serie raggiunge la promozione in Serie B al termine della stagione 1950-1951; con i lombardi disputa successivamente tre campionati di Serie B, collezionando tra i cadetti 87 presenze e segnando una rete.
Dopo un anno in prestito in Serie C con l'Empoli, il Monza lo cede al Livorno dove gioca per un anno in Serie B e l'anno successivo in Serie C, chiude alla Pro Sesto in IV Serie.

## Palmarès

### Club

#### Competizioni nazionali
- Serie C: 1

Monza: 1950-1951